# Bernhard Moestl

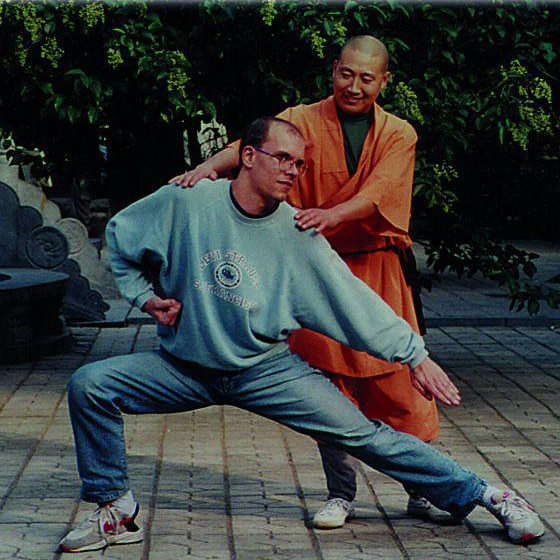
Bernhard Moestl in Shaolin 1996

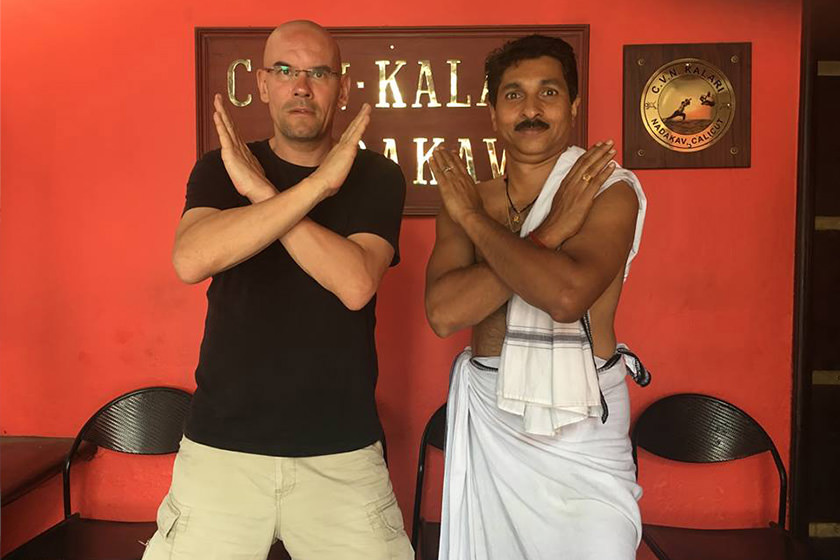
Bernhard Moestl mit Gurukkal Sunil Kumar in Calicut 2018

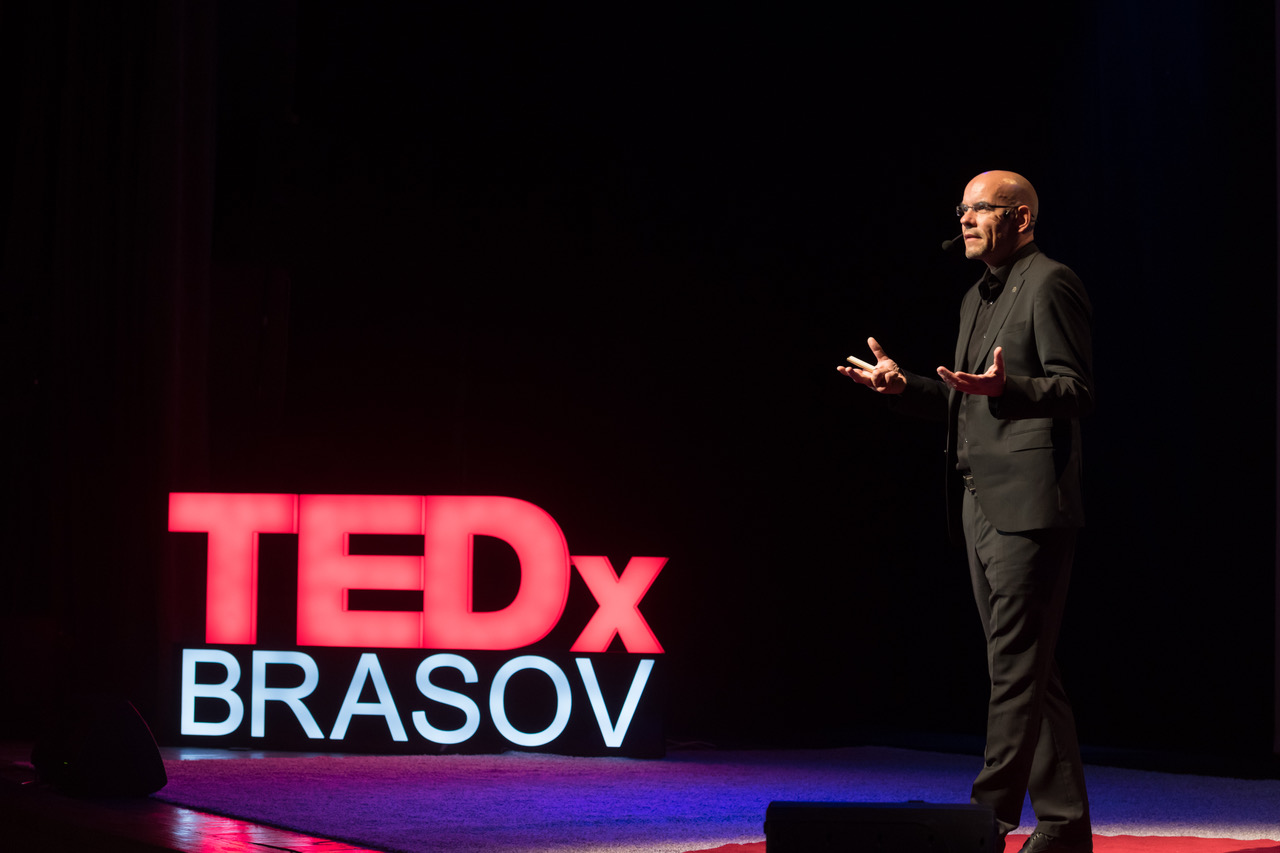
Bernhard Moestl 2019

Bernhard Hartmut Moestl (* 13. März 1970 in Wien) ist ein österreichischer Fotograf, Autor und Vortragsredner.

## Leben
Nach der Matura in Wien begann Bernhard Moestl eine Ausbildung zum Berufsfotografen, die er mit der Meisterprüfung beendete. Schon in seiner frühen Jugend verspürte er nach eigenen Angaben eine Faszination für die asiatische Philosophie und Kampfkunst.  Seit 1991 ist er als Reiseleiter mit Schwerpunkt Osteuropa und Asien für verschiedene Veranstalter in Österreich und Deutschland tätig. Wesentliche Erfahrungen machte Moestl bei seinen Aufenthalten im Shaolin-Kloster in der chinesischen Provinz Henan. Dort lebte er mit den Mönchen und studierte ihre „Gedankenmacht“. Heute ist er als Autor, internationaler Vortragsredner sowie Unternehmenscoach tätig. Er lebt in Brașov und ist Geschäftsführer der SC HAPPY GUYS SRL.

## Lehrtätigkeit
Bernhard Moestl übernahm als Dozent Lehraufträge an der Donau-Universität Krems. Er hielt Vorlesungen zum Thema Fotografie am Institut für Bildwissenschaften sowie über Führung und Kommunikation beim Masters-Lehrgang „Gesundheits- und Pflegepädagogik“. Von 2006 bis 2009 leitete er den von ihm konzipierten und in Zusammenarbeit mit dem Österreichischen Journalisten Club veranstalteten „Lehrgang Pressefotografie“.

## Werke
- Shaolin – Du musst nicht kämpfen, um zu siegen Knaur, München 2008. ISBN 3-426-78398-3.
- Die Kunst, einen Drachen zu reiten: Erfolg ist das Ergebnis deines Denkens Knaur, München 2009, ISBN 3-426-78437-8.
- Das Shaolin-Buch für Eltern: Die drei Schritte zur erfolgreichen Erziehung Knaur, München 2010, ISBN 978-3-426-78367-2.
- Die 13 Siegel der Macht: Von der Kunst der guten Führung Knaur, München, 2011, ISBN 3-426-65498-9
- Das Shaolin-Prinzip: Tue nur, was du selbst entschieden hast Knaur, München, 2012, ISBN 3-426-65513-6
- Seelenruhe Pattloch, München, 2012, ISBN 3-629-10807-5
- Der Weg des Tigers: Erkenne und nutze deine innere Kraft Knaur, München, 2013, ISBN 3-426-65531-4
- Lächeln ist die beste Antwort: 88 Wege asiatischer Gelassenheit Knaur, München, 2015, ISBN 3-426-65561-6
- Denken wie ein Shaolin:  Die sieben Prinzipien emotionaler Selbstbestimmung Knaur, München, 2016, ISBN 3-426-21401-6
- Handeln wie ein Shaolin:  Die acht Schritte zu gelungener Veränderung Knaur, München, 2017, ISBN 3-426-21427-X
- Siegen wie ein Shaolin:  Die acht Wege zu innerer Stärke und Durchsetzungskraft Knaur, München, 2018, ISBN 978-3-426-21451-0
- Der Drachentempel – Ein Shaolin-Roman O.W.Barth, München, 2019, ISBN 978-3-426-29298-3
- Der Traum vom unangepassten Leben: 24 Wege, deiner Sehnsucht zu folgen Knaur, München, 2021, ISBN 978-3-426-21491-6
- Vom Glück, du selbst zu sein: 7 Wege zum wahren Ich Knaur, München, 2022, ISBN 3-426-28610-6

## Auszeichnungen
- Buchliebling 2009 für Shaolin in der Kategorie Gesundheit und Freizeit